# Alimentació a l'antic Egipte

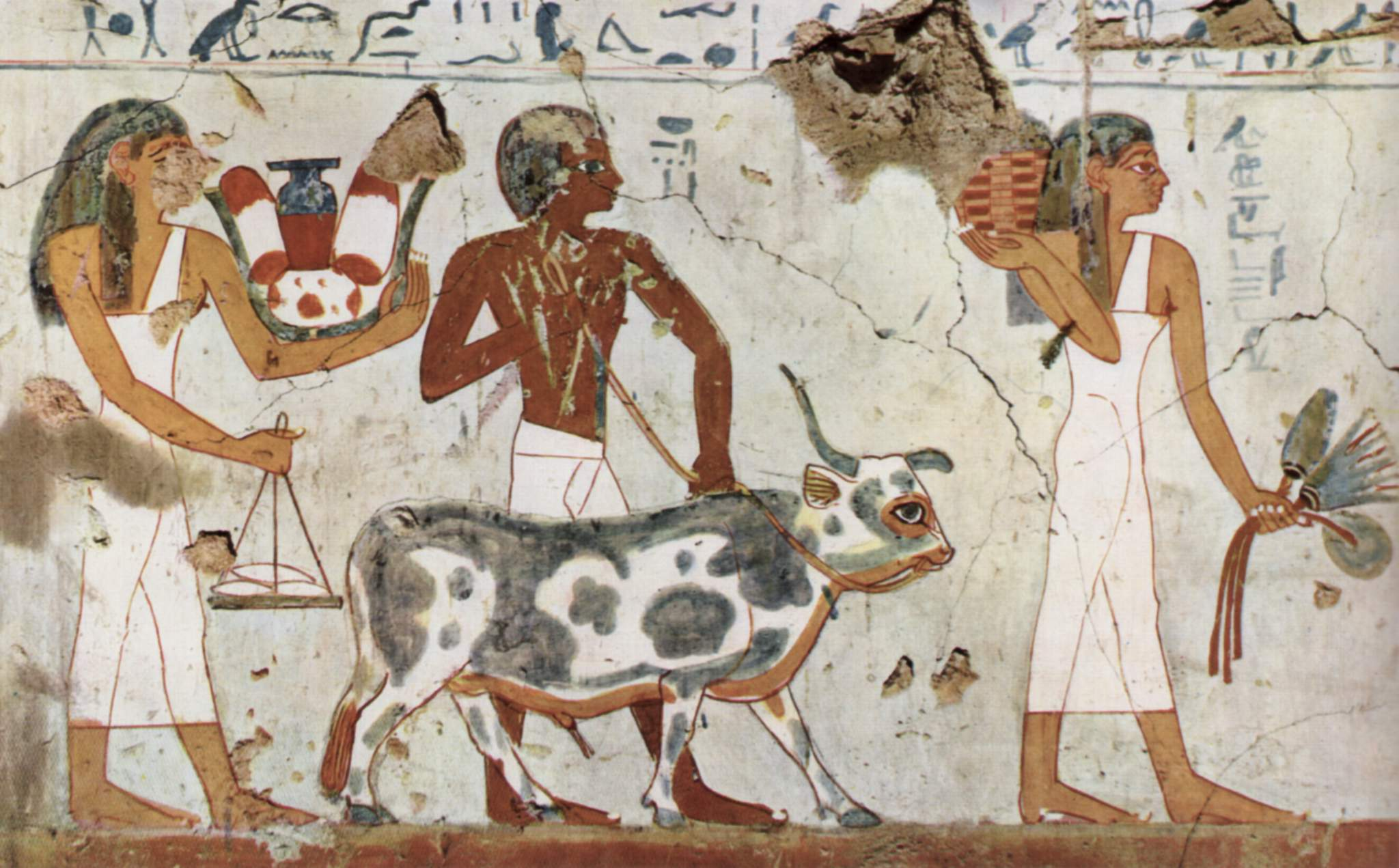
Ofrenes.

Es coneix l'alimentació dels egipcis de l'Antiguitat pels textos gravats a les parets dels temples i tombes i per les restes d'ofrenes als morts, on ens han deixat molts testimoniatges de la seva manera d'alimentar-se.
L'art funerari, que retrata la vida quotidiana ens ho mostra: no es troben allí receptes culinàries, com si de medicaments, però hi ha molta informació sobre els costums alimentaris. Veiem als ushebtis (estàtues de calcària o fusta) que representen als servents del mort realitzant els seus treballs, preparant pa, molent gra, servint cervesa i rostint aus i altres carns.

## Aliments
L'alimentació va ser conservadora, condicionada pel mitjà geogràfic i amb una lenta evolució marcada pel descobriment de tecnologies i la importació de nous aliments.

El clima va tenir una important influència: en el període predinàstic les actuals zones desèrtiques tenien encara vegetació, i permetien el pasturatge. La gradual desertificació va donar major importància a la vall del Nil i a l'agricultura, el que es reflectia en el menú quotidià. 

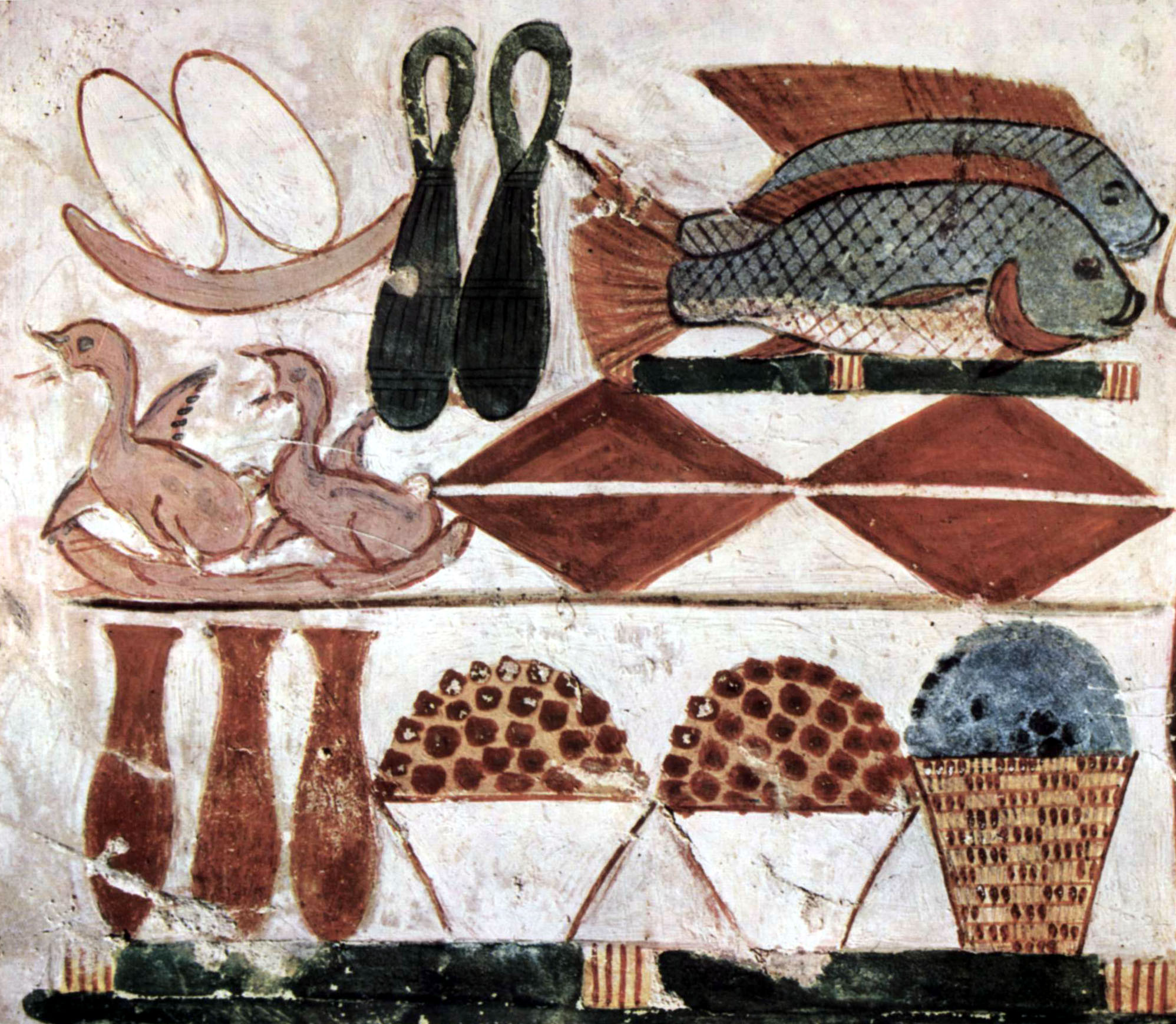
Ofrenes a la tomba de Menna.

 Els aliments bàsics van ser el pa (vegeu: Història del pa) i la cervesa ( heneket) fabricada amb ordi. S'ha descobert una vintena de tipus de pa, de diferents formes i composicions.
El règim alimentari egipci es completava amb peix i carn (comunament ovella, porc, aus casolanes i carn de vaca per a les grans ocasions). La carn i el peix eren generalment rostits, o assecats i conservats en sal. El peix més apreciat va ser el mulet, peix de mar que remunta el Nil i amb els ous feien poutargue, recepta que s'usa per tot el Mediterrani avui dia.
L'all i la ceba juntament amb les llegums, com les faves, els pèsols i les llenties, sense oblidar les verdures (col, cogombre, enciam, porro, o raves), i les plantes d'aigua (loto i papirs) eren els plats més consumits. Molts d'aquests aliments només podien ser conreats gràcies al llot fèrtil dipositat durant les inundacions del Nil.
Les fruites, bastant escasses, estaven reservades a l'elit, igual que algunes altres viandes. En l'antic Egipte no van conèixer els cítrics fins a l'època romana; els fruits més consumits eren els dàtils (utilitzats també per a produir una cervesa de luxe, el seremet), el raïm, la magrana, la síndria i el meló, però també la garrofa i el sicòmor (una espècie de figa).
Finalment, la mel, produïda en ruscs de terra, entrava en la composició de les postres i de molts remeis. Els pastissos s'usaven sovint per a cures terapèutiques, i eren endolcits amb dàtils, mel o passes. En la tomba del visir Rekhmire, sota el regnat d'Amenhotep II, es veu una escena que mostra els passos per a fabricar un bescuit cònic, fet amb els rizomes d'una canya amb sabor d'avellana, el suchet.

## Begudes
El vi, estava reservat als rics, era una beguda de luxe a Egipte, i, igual que avui dia, es marcava en els recipients les dades: procedència, any de collita i nom del viticultor. Era molt apreciada una beguda denominada shedeh elaborada de Punica granatum.
La cervesa va ser durant molt de temps la beguda nacional. Barata i abundant, es bevia en tot el país, ja que agradava tant al Faraó com al camperol o a l'artesà ciutadà. La seva fabricació està representada ja en les mastabes de l'Imperi Antic; es bevia cervesa en qualsevol circumstància: en els camps, a bord dels vaixells, en les recepcions i, per descomptat, a les cases de beguda de les ciutats: les cases de la cervesa. Estava elaborada amb blat o ordi i s'usaven dàtils, el sucre del qual assegurava la fermentació de la beguda:
En un forn igual al del forner, el cerveser i els seus ajudants col·locaven el gra acabat de moldre. Aquesta operació necessitava moltes cures, la massa no havia de romandre més que el temps de daurar l'escorça i l'interior havia de quedar-se cru. El pa així preparat era introduït en una gran cubeta i cobert amb un líquid preparat amb aigua i dàtils. Un cerveser entrava en la cubeta i trepitjava la preparació fins que la barreja anés homogènia.
Al cap d'alguns dies, quan la fermentació s'havia produït, el contingut de la cubeta era decantat a grans gerres. Un tamís retenia els trossos més grans de pa de cervesa, que s'estrenyien com una esponja per escórrer les restes del líquid.
La cervesa es conserva bastant bé, i era venuda en àmfores tancades amb un tap de palla i d'argila humida, o amb un plat petit i una mica de guix. Només li faltava ja al cerveser posar el seu signe distintiu que indicava el lloc i la data de fabricació.
Encara que la majoria de poblats egipcis produïen la seva pròpia cervesa, el comerç de vaixells carregats amb àmfores era intens en el Nil: així subministraven a les ciutats, a les cases de cervesa i a les cases de camp dels egipcis rics, que volien la seva beguda favorita d'una casa cèlebre, ja que, igual que per al vi, existia diferents classes depenent del contingut de sucre i l'habilitat del cerveser 
Per al seu consum, la cervesa es guardava en càntirs d'un o dos litres, i els afeccionats la bevien en gots de pedra, metall o ceràmica. La cervesa torrada era la més corrent, la rossa es reservava per a les festes.
Aquesta cervesa feta amb ordi o blat, es fabrica en la ribera del Nil en els nostres dies amb aquest mateix procediment, i la hi coneix amb el nom de bouza, però pot arribar a ser tòxica.